# Puskás Akadémia FC
Maillots
Actualités
Le Puskás Akadémia FC est un club de football hongrois basé à Felcsút. Il est nommé en l'honneur du footballeur hongrois Ferenc Puskás. Le club dispute la première division hongroise depuis 2017 et son meilleur classement est une troisième place obtenue à l'issue de la saison 2019-2020.

## Historique
Le club est fondé en 2005, il était le centre de formation du Videoton FC. Le nom du club a été choisi en hommage au footballeur hongrois Ferenc Puskás.
Il évolue trois saisons en première division hongroise ; le club termine premier non-relégable à l'issue de la saison 2013-2014, et termine 13e sur 16 la saison suivante. Le Puskás Akadémia FC est relégué à la fin de la saison 2015-2016 avec une onzième place sur douze.

### Retour en première division (depuis 2018)
Le club remonte en première division pour la saison 2017-2018 en terminant champion de Hongrie de D2. Pour son retour en première division termine à la 6e place du championnat. La saison suivante le club termine à la 7e place.
Lors de la saison 2019-2020, le club termine pour la première fois sur le podium du championnat de Hongrie et se qualifie pour la première fois de son histoire pour la Ligue Europa. Cette campagne européenne se termine dès le premier tour de qualification par une défaite 3-0 en Suède contre l'Hammarby IF. Lors de la saison suivante, le club termine vice-champion de Hongrie et se qualifie pour la première édition de la Ligue Europa Conférence.

## Bilan sportif

### Palmarès
- Championnat de Hongrie
  - Vice-champion en 2021 et 2025
- Coupe de Hongrie
  - Finaliste en 2018
- Championnat de Hongrie de deuxième division (2)
  - Champion de la zone Ouest en 2012-2013, et de la poule unique en 2016-2017.

### Bilan européen
Note : dans les résultats ci-dessous, le score du club est toujours donné en premier
| Saison    | Compétition             | Tour             | Club              | Domicile | Extérieur | Total             |
| --------- | ----------------------- | ---------------- | ----------------- | -------- | --------- | ----------------- |
| 2020-2021 | Ligue Europa            | Premier tour Q   | Hammarby IF       | N/A      | 0 - 3     | 0 - 3             |
| 2021-2022 | Ligue Europa Conférence | Premier tour Q   | Inter Turku       | 2 - 0    | 1 - 1     | 3 - 1             |
| 2021-2022 | Ligue Europa Conférence | Deuxième tour Q  | FK RFS            | 0 - 2    | 0 - 3     | 0 - 5             |
| 2022-2023 | Ligue Europa Conférence | Deuxième tour Q  | Vitória Guimarães | 0 - 0    | 0 - 3     | 0 - 3             |
| 2024-2025 | Ligue Conférence        | Deuxième tour Q  | SK Dnipro-1       | 3 - 0    | 3 - 0     | 6 - 0             |
| 2024-2025 | Ligue Conférence        | Troisième tour Q | FC Ararat-Armenia | 3 - 3    | 1 - 0     | 4 - 3             |
| 2024-2025 | Ligue Conférence        | Barrages Q       | ACF Fiorentina    | 1 - 1 ap | 3 - 3     | 4 - 4 (4 - 5 tab) |
| 2025-2026 | Ligue Conférence        | Deuxième tour Q  | Aris Limassol     | 0 - 2    | 2 - 3     | 2 - 5             |

1. ↑  Victoire par forfait.

Légende
- Victoire ou qualification pour le tour suivant
- Match nul
- Défaite ou élimination de la compétition

## Personnalités du club

### Entraîneurs
- Miklós Bencés (2012–2015)
- Robert Jarni (2015–2016)
- István Szíjjártó (2016)
- István Vincze (en) (2016)
- Attila Pintér (2016–2018)
- Miklós Bencés (2018–8 décembre 2018)[2]
- János Radoki (en) (29 décembre 2018 – 7 avril 2019)[3],[4]
- András Komjáti (8 avril 2019 – 3 juin 2019)[5]
- Zsolt Hornyák (en) (7 juin 2019 – présent)

### Joueurs célèbres ou marquants
- Liridon Latifi
- Antonio Perošević (en)
- Ivor Horvat (en)
- Patrick Mevoungou (en)
- Bachana Arabuli (en)
- Péter Czvitkovics
- Attila Fiola
- Gyula Forró (en)
- Gábor Gyömbér (en)
- Tibor Heffler (en)
- László Kleinheisler
- Dávid Márkvárt (en)
- Attila Polonkai
- Patrik Poór (en)
- Roland Sallai
- György Sándor (en)
- Péter Szakály
- Zoltán Szélesi
- Balázs Tóth
- Bence Tóth (en)
- Vilmos Vanczák
- Tamás Vaskó (en)
- László Zsidai
- Ganbold Ganbayar
- Tony Taylor
- Alexandru Băluță
- Adrian Rus
- Ľuboš Hajdúch
- Dejan Trajkovski

## Image et identité

### Logo

Différents logo du Puskás Akadémia FC
Ancien logo
Logo actuel

## Infrastructures

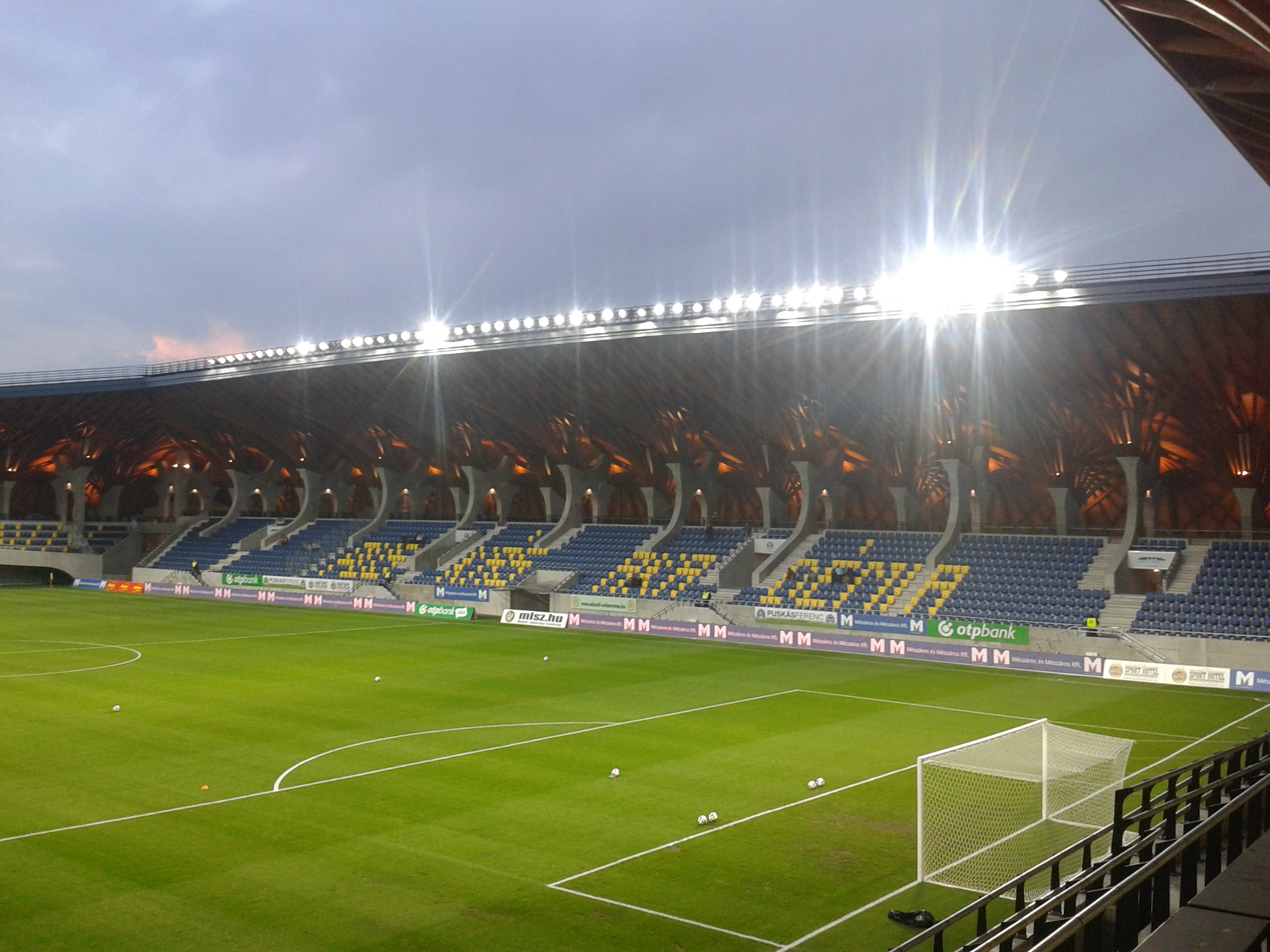
Pancho Aréna

Le Puskás Akadémia joue ses matchs à domicile à la Pancho Aréna depuis son inauguration en 2014. Le stade est situé à Felcsút et a la particularité de pouvoir accueillir plus de deux fois la population totale de la ville en ayant une capacité de 4 400 places. Le nom du stade fait référence à Ferenc Puskás et au nom qu'il portait lorsqu'il était joueur du Real Madrid